# Vikariatsmünzen (Sassonia)

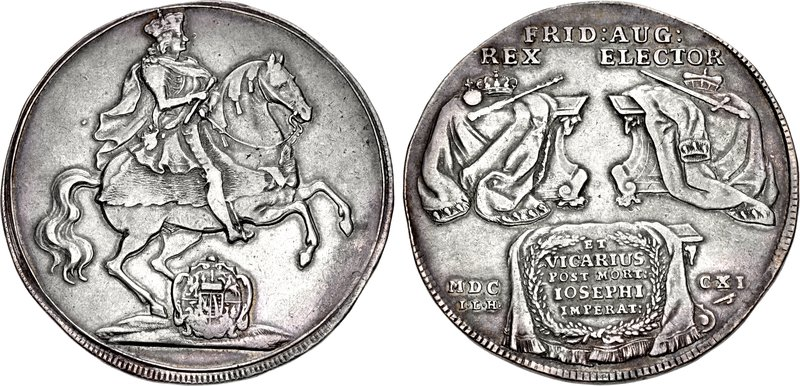
Federico Augusto I di Sassonia, Vikariatstaler, 1711, per la morte di Giuseppe I. Legenda: FRID(ericus) AUG(ustus) REX ELECTOR ET VICARIUS POST MORT(em) JOSEPHI IMPERAT(oris). Trad: Federico Augusto, re, principe elettore e vicario dalla morte dell'imperatore Giuseppe I.

Le Vikariatsmünzen della Sassonia furono dei particolari tipi di talleri coniati dai principi elettori della Sassonia durante la loro reggenza come vicari imperiali, cioè tra la morte di un imperatore e l'elezione del suo successore, per commemorare la loro reggenza dell'impero. Tale privilegio venne concesso in unione col Palatinato.

## Storia
La dignità imperiale del Sacro Romano Impero della nazione tedesca non era ereditaria. I principi di Sassonia possedevano uno degli incarichi ereditari alla corte imperiale come marescialli dell'impero e principi elettori. Sulla base della Bolla d'Oro dell'imperatore Carlo IV, venne istituito l'incarico di vicario imperiale che aveva il compito di sovrintendere alla gestione dell'impero dalla morte di un impero sino all'elezione del suo successore. Dal 1356 l'elettore di Sassonia condivise tale prerogativa con il conte palatino del Reno.
Secondo un'antica usanza, i vicari imperiali sfruttavano questo evento per coniare le cosiddette Vikariatsmünzen per commemorare la loro reggenza dell'impero. Per la parte settentrionale del paese le monete venivano battute dalla Sassonia mentre per il sud esse erano battute dal Palatinato.
In realtà le prime tracce di una moneta battuta per quest'occasione si trovano nel cosiddetto Locumtenenstaler battuto dal principe elettore Federico III di Sassonia che, durante l'assenza di un imperatore nel 1507 e nel 1519, venne menzionato per la prima volta come vicario imperiale; tale carica ad ogni modo era concepita come provvisoria, d'emergenza e non procrastinabile. L'8 agosto 1507, re Massimiliano I decise di conferire il governatorato generale dell'Impero al Reichstag riunito a Costanza. Dopo l'elezione di Massimiliano I al trono del Sacro Romano Impero il 4 febbraio 1508 l'incarico decadde.

## Le monete
Le monete vicariali della Sassonia vennero coniate in numero maggiore rispetto a quelle del Palatinato e della Baviera per la maggiore disponibilità d'argento dell'elettorato sassone.
Le monete del vicariato vennero coniate con varie denominazioni in oro e argento dal 1612 al 1792. Sul retro mostravano principalmente l'aquila imperiale con le insegne in petto del principe vicario e la legenda PROVISOR ET VICARIUS o simili. Sino al 1711 le monete erano coniate dalla zecca di Dresda, per poi venire coniate dalla zecca di Lipsia.
Queste le monete emesse per la Sassonia:
| Vicari imperiali                 | Imperatore morto | Annate delle monete | Note |
| -------------------------------- | ---------------- | ------------------- | ---- |
| Giovanni Giorgio I di Sassonia   | Rodolfo II       | 1612                |      |
| Giovanni Giorgio I di Sassonia   | Mattia           | 1619                |      |
| Giovanni Giorgio II di Sassonia  | Ferdinando III   | 1657, 1658          |      |
| Federico Augusto I di Sassonia   | Giuseppe I       | 1711                |      |
| Federico Augusto II di Sassonia  | Carlo VI         | 1740                |      |
| Federico Augusto II di Sassonia  | Carlo VII        | 1745                |      |
| Federico Augusto III di Sassonia | Giuseppe II      | 1790                |      |
| Federico Augusto III di Sassonia | Leopoldo II      | 1792                |      |

### Giovanni Giorgio I

#### Vikariatsmünzendel 1612
Dopo la morte dell'imperatore Rodolfo II del Sacro Romano Impero il 20 gennaio 1612, Giovanni Giorgio I di Sassonia venne nominato vicario imperiale per la prima volta, insieme all'allora amministratore del Palatinato, il conte Giovanni del Palatinato-Zweibrücken. Il 13 giugno 1612 a Francoforte sul Meno venne eletto il successore al trono imperiale nella persona di Mattia d'Asburgo.
- Emissioni nominali: doppio ducato, ducato, Reichstaler, 1⁄2 tallero, 1⁄4 di tallero, 1⁄8 di tallero, groschen

Le monete del vicariato mostrano sul fronte il profilo dell'elettore di Sassonia con la corona elettorale sul capo e la spada in mano. Sul retro si trova lo stemma della Sassonia con al centro le insegne vicariali. Nella legenda si trova il termine VICARIVS che si riferisce appunto al ruolo di vicario imperiale.
Sul modello di questa Vikariatsmünzen, nel 1658 suo figlio Giovanni Giorgio II di Sassonia fece coniare il cosiddetto Erbländischer Taler destinato ai pagamenti ordinari.

#### Vikariatsmünzendel 1619

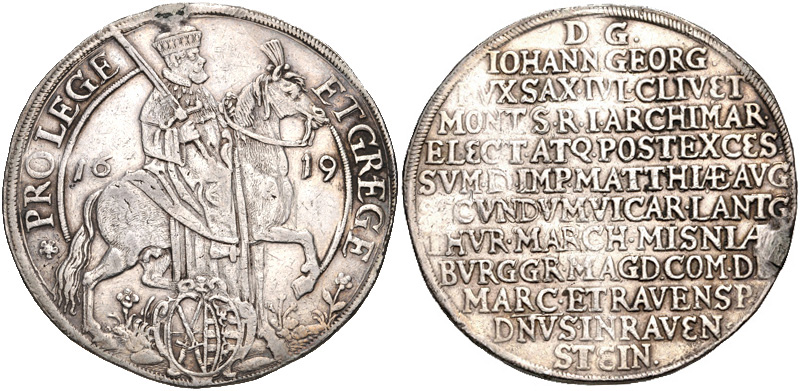
Giovanni Giorgio I di Sassonia, Vikariatstaler del 1619, per la morte dell'imperatore Mattia

Dopo la morte dell'imperatore Mattia del Sacro Romano Impero il 20 marzo 1619, Giovanni Giorgio I di Sassonia venne nominato nuovamente vicario imperiale, questa volta insieme a Federico V del Palatinato. Il 28 agosto 1619 a Praga venne eletto il successore al trono imperiale nella persona di Ferdinando II d'Asburgo. Per la particolare posizione che Federico V prese nei confronti del nuovo sovrano, non coniò monete come vicario.
- Emissioni nominali: doppio ducato, ducato, Reichstaler, 1⁄2 tallero, 1⁄4 di tallero, 1⁄8 di tallero

Le monete del vicariato mostrano sul fronte il profilo dell'elettore di Sassonia a cavallo con la corona elettorale sul capo e la spada in mano, il tutto accompagnato dalla legenda "PRO LEGE ET GREGE" (per la legge e per le persone). Sul retro, in dodici righe scritte in latino, vi è la motivazione dell'emissione della moneta.

### Giovanni Giorgio II

#### Vikariatsmünzendel 1657 e del 1658

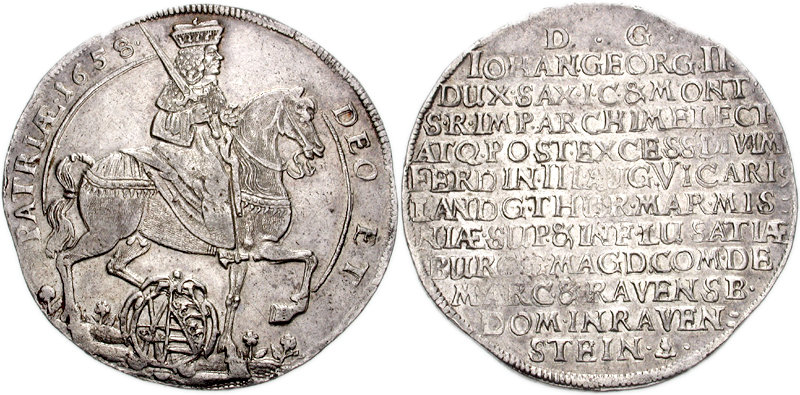
Giovanni Giorgio II di Sassonia, Vikariatstaler del 1658, per la morte dell'imperatore Ferdinando III

Dopo la morte dell'imperatore Ferdinando III del Sacro Romano Impero il 2 aprile 1657, Giovanni Giorgio II di Sassonia venne nominato vicario imperiale insieme a Ferdinando Maria del Palatinato. Il 18 luglio 1657 a Francoforte sul Meno venne eletto il successore al trono imperiale nella persona di Leopoldo I d'Asburgo. Nel 1623 il conte palatino aveva perso il proprio elettorato a favore dei duchi di Baviera. Nel 1648 gli era stata restituita la dignità elettorale che però condivideva nell'esercizio del vicariato imperiale coi cugini.
- Emissioni nominali del 1657: 10, 8, 6, 5, 4, 3, 2, 1 ducati, Reichstaler, 1⁄2 tallero, 1⁄4 di tallero, 1⁄8 di tallero
- Emissioni nominali del 1658: 20, 5, 4, 1 ducati, Reichstaler, 1⁄2 tallero

Le monete del vicariato di Giovanni Giorgio II vennero progettate sul modello di quelle del suo predecessore. Esse mostrano sul fronte il profilo dell'elettore di Sassonia a cavallo con la corona elettorale sul capo e la spada in mano, il tutto accompagnato dalla legenda "DEO ET PATRIAE" (per Dio e per la patria). Sul retro, in dodici righe scritte in latino, vi è la motivazione dell'emissione della moneta. Esistono a tal proposito due tipologie della medesima moneta coniata nel 1657, le quali differiscono dal punto d'inizio dell'iscrizione DEO ET PATRIAE. Nella prima versione essa incomincia dalla parte posteriore del cavallo, ma quando i teologi sassoni insorsero reputando che tale posizione fosse offensiva, ne venne coniata una seconda di maggior diffusione nella quale la scritta venne incominciata nella parte destra della moneta, cioè davanti al cavallo.

### Federico Augusto I

#### Vikariatsmünzendel 1711

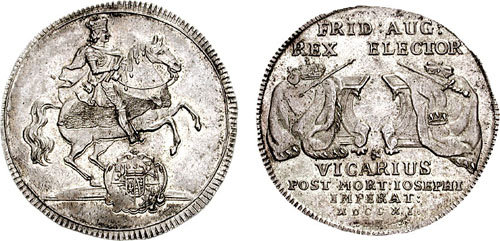
Federico Augusto I di Sassonia, 1/2 Vikariatstaler del 1711, per la morte dell'imperatore Giuseppe I

Dopo la morte dell'imperatore Giuseppe I del Sacro Romano Impero il 17 aprile 1711, Federico Augusto I di Sassonia venne nominato vicario imperiale insieme a Giovanni Guglielmo del Palatinato. Il 12 ottobre 1711 a Francoforte sul Meno venne eletto il successore al trono imperiale nella persona di Carlo d'Asburgo.
- Emissioni nominali: 4, 2, 1 ducati, Reichstaler, 1⁄2 tallero, 1⁄4 di tallero, 1⁄8 di tallero

Le monete mostrano sul fronte il profilo dell'elettore di Sassonia a cavallo con la corona elettorale sul capo, rampante sopra lo stemma di Sassonia, senza legenda. Sul retro si trovano due altari con le insegne imperiali e quelle vicariali con le motivazioni scritte in latino per la coniazione della moneta.

### Federico Augusto II

#### Vikariatsmünzendel 1740, 1741 e 1742

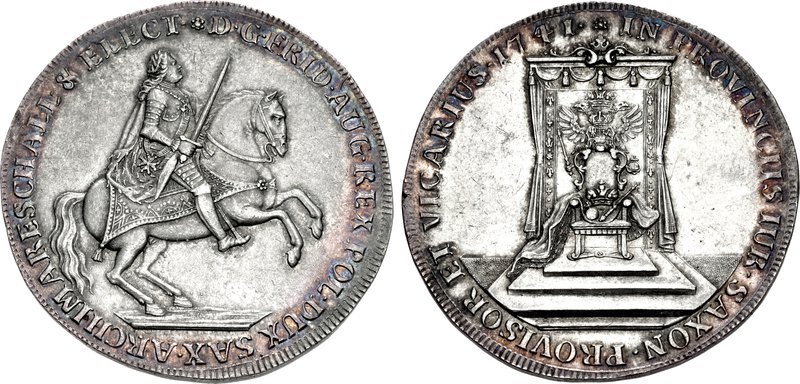
Federico Augusto II di Sassonia, Vikariatstaler del 1741, per la morte dell'imperatore Carlo VI

Dopo la morte dell'imperatore Carlo VI del Sacro Romano Impero il 20 ottobre 1740, Federico Augusto II di Sassonia venne nominato vicario imperiale insieme a Carlo Alberto di Baviera ed a Carlo III Filippo del Palatinato. Il 14 gennaio 1742 a Francoforte sul Meno venne eletto il successore al trono imperiale nella persona di Carlo Alberto di Wittelsbach.
- Emissioni nominali del 1740: 1 ducato, Reichstaler, groschen

Le monete mostrano sul fronte il ritratto a mezzo busto corazzato di Federico Augusto II, mentre sul retro si trova il simbolo araldico dell'aquila a due teste imperiale con in petto le insegne della Sassonia e quelle vicariali. Nella legenda si trova l'iscrizione IN PROVINCIS IUR. SAXON. PROVISOR ET VICARIUS (Vicario imperiale nelle province di diritto della Sassonia).
- Emissioni nominali del 1741: 1 ducato, Reichstaler, 1⁄2 tallero, doppio groschen, groschen

Le monete mostrano sul fronte il ritratto di Federico Augusto II a cavallo, mentre sul retro si trova il trono imperiale simbolicamente vuoto. Nella legenda si trova l'iscrizione IN PROVINCIS IUR. SAXON. PROVISOR ET VICARIUS (Vicario imperiale nelle province di diritto della Sassonia).

#### Vikariatsmünzendel 1745
Dopo la morte dell'imperatore Carlo VII del Sacro Romano Impero il 20 gennaio 1745, Federico Augusto II di Sassonia venne nominato nuovamente vicario imperiale insieme a Massimiliano III di Baviera. Il 13 settembre 1745 a Francoforte sul Meno venne eletto il successore al trono imperiale nella persona di Francesco Stefano di Lorena.
- Emissioni nominali 1745 (1^ emissione): 1 ducato, Reichstaler, 2/3, 1/3, 1/6 di tallero, doppio groschen, groschen

Le monete mostrano sul fronte il ritratto a mezzo busto corazzato di Federico Augusto II, mentre sul retro si trovano i due simboli araldici coronati della Confederazione Polacco-Lituana (di cui Federico Augusto II era sovrano) e della Sassonia con le insegne vicariali.
- Emissioni nominali 1745 (2^ emissione): 1 ducato, Reichstaler, 2/3, 1/3, 1/6 di tallero, doppio groschen, groschen

Le monete mostrano sul fronte il ritratto a cavallo corazzato di Federico Augusto II sovrastato da un'aquila imperiale in volo, mentre sul retro si trovano i due simboli araldici coronati della Confederazione Polacco-Lituana (di cui Federico Augusto II era sovrano) e della Sassonia con le insegne vicariali.

### Federico Augusto III

#### Vikariatsmünzendel 1790

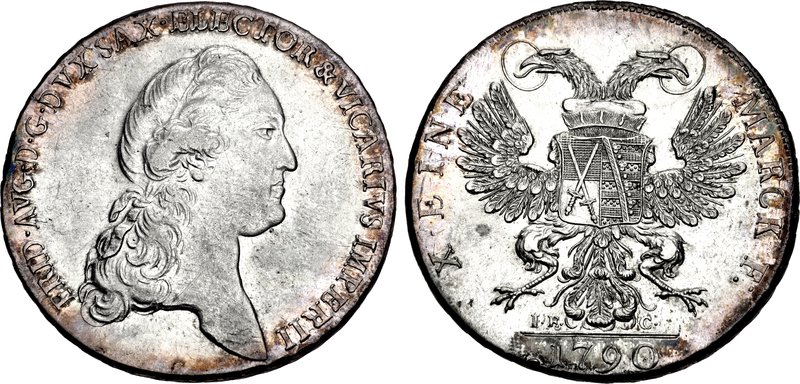
Federico Augusto III di Sassonia, Vikariatstaler del 1790, per la morte dell'imperatore Giuseppe II

Dopo la morte dell'imperatore Giuseppe II del Sacro Romano Impero il 20 febbraio 1790, Federico Augusto III di Sassonia venne nominato vicario imperiale insieme a Carlo Teodoro di Baviera. Il 30 settembre 1790 a Francoforte sul Meno venne eletto il successore al trono imperiale nella persona di Leopoldo d'Asburgo-Lorena.
- Emissioni nominali: Konventionstaler, 2/3, 1/3 di tallero, doppio groschen, groschen

Le monete mostrano sul fronte il ritratto a profilo di Federico Augusto III, mentre sul retro si trova il simbolo araldico dell'aquila a due teste imperiale con in petto le insegne della Sassonia ammezzate a quelle vicariali.

#### Vikariatsmünzendel 1792

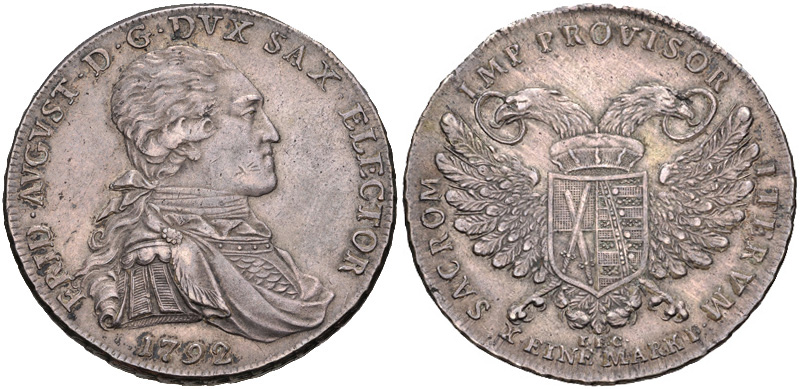
Federico Augusto III di Sassonia, Vikariatstaler del 1792, per la morte dell'imperatore Leopoldo II

Dopo la morte dell'imperatore Leopoldo II del Sacro Romano Impero il 1º marzo 1792, Federico Augusto III di Sassonia venne nuovamente nominato vicario imperiale insieme a Carlo Teodoro di Baviera. Il 5 luglio 1792 a Francoforte sul Meno venne eletto il successore al trono imperiale nella persona di Francesco d'Asburgo-Lorena.
- Emissioni nominali: 1 ducato, Konventionstaler, 2/3, 1/3 di tallero, doppio groschen

Le monete mostrano sul fronte il ritratto a mezzobusto corazzato di Federico Augusto III, mentre sul retro si trova il simbolo araldico dell'aquila a due teste imperiale con in petto le insegne della Sassonia ammezzate a quelle vicariali.